# Anselmo Tommasi
Anselmo Tommasi (Castel Goffredo, 1810 – Castel Goffredo, 19 marzo 1891) è stato un patriota e politico italiano.

## Biografia
Figlio di Carlo Tommasi e di Maria Cesutti nacque a Castel Goffredo nel 1814. Possidente terriero fu padre di quattro figli.
Negli anni del 1848 Castel Goffredo fu il centro cospirativo antiaustriaco dell'Alto Mantovano legato ai Martiri di Belfiore e contò la presenza di numerosi patrioti, capeggiati dal castellano Giovanni Acerbi, che diventerà in seguito intendente dei Mille di Garibaldi. Tommasi venne coinvolto nella vicenda a seguito delle rivelazioni di altro mazziniano locale, Alessandro Bertani; venne arrestato dagli austriaci e tradotto in carcere a Mantova il 14 marzo 1852 per diffusione di stampa sovversiva e di cartelle mazziniane, avute dal castellano Luigi Gozzi. Fu amnistiato nel 1853.
Malacologo, nel 1875 pubblicò a Pisa nel Bollettino della Società Malacologica Italiana il contributo intitolato Catalogo dei molluschi terrestri e fluviatili viventi nel territorio di Castelgoffredo e dintorni facenti parte del circondario di Castiglione delle Stiviere.
Ricoprì la carica di primo sindaco di Castel Goffredo dal 1860 al 1891, anno in cui morì. Ad Anselmo Tommasi è intitolato un piazzale di Castel Goffredo.